# NGC 6829
NGC 6829 (другие обозначения — PGC 63667, UGC 11478, MCG 10-28-10, ZWG 303.9, 7ZW 915) — спиральная галактика (Sb) в созвездии Дракон.
Этот объект входит в число перечисленных в оригинальной редакции «Нового общего каталога».
В галактике вспыхнула сверхновая SN 2012V типа Ia, её пиковая видимая звездная величина составила 16,1.